# Micarea marginata
Micarea marginata är en lavart som beskrevs av Brian John Coppins och Lars-Erik Muhr. 
Micarea marginata ingår i släktet Micarea och familjen Pilocarpaceae. Arten är reproducerande i Sverige.